# 미시시피 그라인드
《미시시피 그라인드》(영어: Mississippi Grind)는 미국에서 제작된 애나 보든, 라이언 플렉 감독의 2015년 코미디 드라마 영화이다. 벤 멘덜슨, 라이언 레이놀즈 등이 출연하였다.

## 출연진
- 벤 멘덜슨
- 라이언 레이놀즈
- 시에나 밀러
- 애널리 팁턴
- 앨프리 우더드
- 로빈 와이거트
- 제인 맥닐
- 인디고